# Warner Bros. Family Entertainment
Warner Bros. Family Entertainment foi uma divisão da Warner Bros. Com "Filmes de Animação" e "Filmes sobre a Vida Real", iniciou suas atividades em 1989 e as encerrou em 2008.

## Relação de Filmes
- Hey Good Lookin (1982)
- Rainbow Brite (1985)
- Pee-wee's Big Adventure (1985)
- The Nutcracker Prince (1990)
- Rover Dangerfield - animação (1991)
- Gato Felix-O Filme - animação (1991)
- Batman - A Máscara do Fantasma (1993)
- Free Willy (1993)
- O Jardim Secreto (filme) (1993)
- A Polegarzinha - animação (1994)
- A Troll in Central Park (1994)
- Riquinho (1994)
- A Princesinha (1995)
- Free Willy 2 (1995)
- Space Jam - O Jogo do Século (1996)
- Cats Don't Dance - animação (1997)
- Die furchtlosen Vier (1997)
- Pippi Longstocking (1997)
- Free Willy 3 (1997)
- Quest for Camelot - animação (1998)
- The King and I (1999)
- Pokémon: The Movie 2000 - animação(1999)
- The Scarecrow (filme de 2000)
- Pokémon 3: Spell of the Unown - animação (2001)
- O Ursinho Polar - animação (2001)
- Pokémon Para Sempre - animação (2002)
- The Powerpuff Girls Movie - animação (2002)
- Pokémon Heroes - animação (2003)
- Looney Tunes - De Volta à Ação (2003)
- Clifford, o Gigante cão vermelho O Filme - animação (2004)
- Laura e a Estrela (2004)
- Pokémon: Jirachi Wish Maker - animação (2004)
- O Ursinho Polar 2 - animação (2005)
- Pokémon: Destiny Deoxys - animação (2005)